# Jérémy Blayac
Pour les articles homonymes, voir Blayac.
Jérémy Blayac est un footballeur français né le 13 juin 1983 à Saint-Affrique. Il a évolué au poste d'attaquant au niveau professionnel entre 2001 et 2019. Il a désormais mis fin à sa carrière footballistique.

## Biographie

### Formation
Jérémy Blayac est formé dans l'Aveyron au sein du club de Rodez. Il part ensuite à Toulouse où il connaît deux montées consécutives. Il découvre la Ligue 1 le 10 janvier 2004 à l'âge de 21 ans, lors d'une rencontre contre le Stade rennais, où il joue seulement une minute en rentrant à la place de Cédric Fauré.

### Premiers pas en National
Pour gagner du temps de jeu, il signe au Stade de Reims en Ligue 2. Mais l'expérience est mitigée ; il n'inscrit que 3 buts en 26 matchs.
Il quitte donc le club et signe en 2005 en National à l'AS Cannes. Il réalise une saison correcte avec 9 buts en 26 matchs. Assez pour être prêté à l'échelon supérieur pour une saison à Châteauroux. Malheureusement l'expérience est un échec avec zéro but inscrit en 21 matchs de championnat. Il retourne donc à Cannes, et signe son retour de manière convaincante avec 8 buts en 12 matchs.

### Révélation à Boulogne
Le mercato d'été lui ouvre de nouveau les portes de la Ligue 2. Jérémy signe alors en faveur de l'US Boulogne et réalise l'une des meilleures saisons de sa carrière avec 9 buts en championnat. Boulogne se voit même promu en Ligue 1. Jérémy redécouvre donc la Ligue 1, mais cette fois-ci en tant que titulaire : il inscrit 6 buts au total et termine meilleur buteur du club. Mais ses performances ne peuvent empêcher sa descente à l’échelon inférieur.

### Retour en Ligue 2
Jérémy Blayac signe le 21 janvier 2011 dans le club de Tours FC pour un contrat de deux ans et demi et un transfert estimé à 700 000 €. Il rejoint à Tours son ancien coéquipiers de Toulouse : Julien Cardy. Le 29 janvier 2011, il participe à son premier match avec l'équipe tourangelle contre Clermont (1-3). Après quatre matchs joués en championnat, il inscrit son premier but avec Tours le 18 février 2011, au Stade de la Vallée du Cher contre Troyes (1-0).
Le 16 décembre 2011, après un début de saison difficile, Blayac inscrit le premier triplé de sa carrière contre Guingamp (5-1). Son contrat se termine en juin 2013 soit deux ans et demi après son arrivée dans le club de Tours, il affiche un total de 75 matchs et 21 buts.

### Impasse à Angers
Le 14 juin 2013, il signe libre un contrat de 3 ans avec le SCO Angers . Lors de sa première saison, sur ses 30 apparitions en championnat, seules 12 le sont en tant que titulaire, ses 6 buts inscrits ne suffisant pas à convaincre Stéphane Moulin.

### Rebond à Strasbourg
N'entrant plus dans les plans du coach angevin, il est prêté au RC Strasbourg le 13 janvier 2015 pour 6 mois. Il marque son premier but lors de son premier match contre le Stade athlétique spinalien à la 20e minute de jeu d'une tête décroisée sur un coup franc tiré par Dimitri Liénard. Cependant, il sort sur civière à la 72e minute. Il signe son premier doublé sous les couleurs du RC Strasbourg sur des passes décisives de Chrétien (22e) et Lienard (59e) lors de son premier match au stade de la Meinau, face au Paris FC (alors leader du championnat), lors d'une victoire 2-1. Le club alsacien échoue à un point de la montée en Ligue 2 malgré ses 12 buts en 13 apparitions, il fait alors partie des joueurs cadres que le RCS souhaite conserver pour la saison 2015-2016. Après avoir rompu son contrat avec son club, le Angers SCO, Jérémy Blayac s'engage officiellement au RC Strasbourg le 24 juin 2015 pour deux saisons. Lors de la saison 2015-2016 , Jeremy Blayac est l'un des joueurs qui contribue à la montée du Racing Club de Strasbourg Alsace en Ligue 2. L'année suivante, Jeremy Blayac et ses coéquipiers emmènent le Racing Club de Strasbourg Alsace au plus haut, en permettant la montée du club en Ligue 1, le 19 mai 2017.

### Retour en Ligue 2
Jérémy Blayac signe le 2 juin 2018 dans le club du Gazélec Ajaccio pour un contrat de deux ans. Il inscrit son premier but sous ses nouvelles couleurs dès la première journée, à domicile, face au Paris Football Club, avant de délivrer 2 passes décisives lors des 2e et 3e journées, contre l'AJ Auxerre puis le FC Lorient. Il est exclu dans le temps additionnel de la 5e journée de Ligue 2 face à Valenciennes.
À l'issue de la saison 2018/2019, il annonce la fin de sa carrière.

## Statistiques
| Saison                | Club                  | Championnat           | Championnat | Championnat | Coupe nationale | Coupe nationale | Coupe de la Ligue | Coupe de la Ligue | Total | Total |
| Saison                | Club                  | Division              | M.          | B.          | M.              | B.              | M.                | B.                | M.    | B.    |
| 2001-2002             | Toulouse FC           | National              | 12          | 0           | 0               | 0               | -                 | -                 | 12    | 0     |
| 2002-2003             | Toulouse FC           | Ligue 2               | 3           | 0           | 2               | 0               | -                 | -                 | 5     | 0     |
| 2003-2004             | Toulouse FC           | Ligue 1               | 2           | 0           | 1               | 0               | -                 | -                 | 3     | 0     |
| Sous-total            | Sous-total            | Sous-total            | 17          | 0           | 3               | 0               | -                 | -                 | 20    | 0     |
| 2004-2005             | Stade de Reims        | Ligue 2               | 26          | 3           | 2               | 1               | -                 | -                 | 28    | 4     |
| 2005-2006             | AS Cannes             | National              | 26          | 9           | 2               | 1               | -                 | -                 | 28    | 10    |
| 2006-2007             | LB Châteauroux (prêt) | Ligue 2               | 21          | 0           | 1               | 0               | 1                 | 0                 | 23    | 0     |
| 2007-2008             | AS Cannes             | National              | 12          | 8           | 0               | 0               | -                 | -                 | 12    | 8     |
| Sous-total            | Sous-total            | Sous-total            | 85          | 20          | 5               | 2               | 1                 | 0                 | 91    | 22    |
| 2008-2009             | US Boulogne           | Ligue 2               | 24          | 9           | 3               | 1               | 3                 | 1                 | 30    | 11    |
| 2009-2010             | US Boulogne           | Ligue 1               | 22          | 6           | 1               | 1               | 1                 | 0                 | 24    | 7     |
| 2010-2011             | US Boulogne           | Ligue 2               | 13          | 2           | 1               | 0               | 2                 | 0                 | 16    | 2     |
| Sous-total            | Sous-total            | Sous-total            | 59          | 18          | 5               | 2               | 6                 | 1                 | 70    | 21    |
| 2010-2011             | Tours FC              | Ligue 2               | 13          | 5           | 0               | 0               | -                 | -                 | 13    | 5     |
| 2011-2012             | Tours FC              | Ligue 2               | 35          | 9           | 3               | 1               | 2                 | 0                 | 40    | 10    |
| 2012-2013             | Tours FC              | Ligue 2               | 21          | 6           | 0               | 0               | 1                 | 0                 | 22    | 6     |
| Sous-total            | Sous-total            | Sous-total            | 69          | 20          | 3               | 1               | 3                 | 0                 | 75    | 21    |
| 2013-2014             | Angers SCO            | Ligue 2               | 30          | 6           | 5               | 3               | 1                 | 0                 | 36    | 9     |
| 2014-2015             | Angers SCO            | Ligue 2               | 12          | 0           | 1               | 1               | 2                 | 1                 | 15    | 2     |
| Sous-total            | Sous-total            | Sous-total            | 42          | 6           | 6               | 4               | 3                 | 1                 | 51    | 11    |
| 2014-2015             | RC Strasbourg (prêt)  | National              | 13          | 12          | 0               | 0               | -                 | -                 | 13    | 12    |
| 2015-2016             | RC Strasbourg         | National              | 31          | 8           | 2               | 1               | -                 | -                 | 33    | 9     |
| 2016-2017             | RC Strasbourg         | Ligue 2               | 29          | 7           | 5               | 2               | 0                 | 0                 | 34    | 9     |
| 2017-2018             | RC Strasbourg         | Ligue 1               | 25          | 3           | 3               | 1               | 2                 | 1                 | 30    | 5     |
| Sous-total            | Sous-total            | Sous-total            | 98          | 30          | 10              | 4               | 2                 | 1                 | 110   | 35    |
| 2018-2019             | GFC Ajaccio           | Ligue 2               | 31          | 2           | 3               | 1               | -                 | -                 | 34    | 3     |
| Sous-total            | Sous-total            | Sous-total            | 31          | 2           | 3               | 1               | -                 | -                 | 34    | 3     |
| Total sur la carrière | Total sur la carrière | Total sur la carrière | 401         | 96          | 35              | 14              | 15                | 3                 | 451   | 113   |

## Palmarès
Il est champion de Ligue 2 à deux reprises avec le Toulouse FC en 2003 puis le RC Strasbourg en 2017. Il remporte également le championnat de National avec ce dernier club en 2016.

## Vie privée
En 2010, il subit une greffe osseuse à la suite d'une fracture du bras mal cicatrisée .